# الييد يونيفرسال

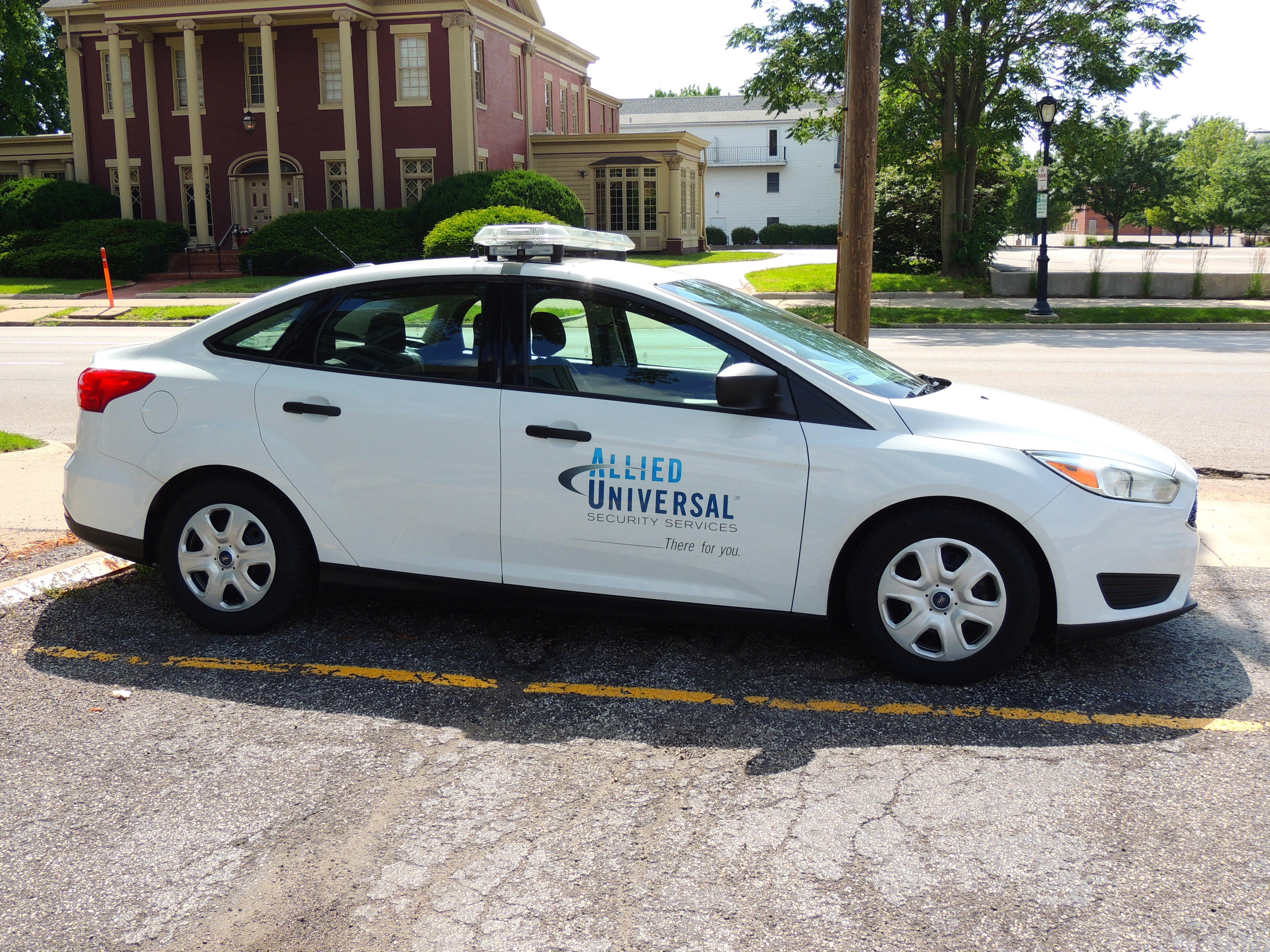
مركبة الدورية الخاصة بشركة الليد يونيفرسال

الليد يونيفرسال هي شركة أمريكية خاصة للأمن والتوظيف، مقرها في كونشوهوكن، بنسلفانيا وإيرفين ، كاليفورنيا . تأسست شركة Allied Universal في عام 2016 من خلال اندماج الليد باترون  و يونيفرسال سيرفيس أف أمريكا ،  وتعد الشركة أكبر مزود لحراس الأمن في العالم.   كما أنها ثالث أكبر جهة عمل مقرها الولايات المتحدة على مستوى العالم حيث تضم لديها 800000 موظف.